# MF Milano Finanza
MF Milano Finanza è un quotidiano economico-finanziario italiano con sede a Milano. La testata è edita dal gruppo editoriale Class Editori.

## Descrizione
Quando nasce "MF" (1989) esisteva già da tre anni il settimanale del sabato Milano Finanza (fondato da Paolo Panerai, in edicola dal 29 novembre 1986). L'editore ha inglobato la testata del settimanale nel quotidiano che, da "MF", è diventato "MF Milano Finanza". Dal lunedì al venerdì esce con la testata "MF", il sabato esce con la testata "Milano Finanza" e la sottotestata "MF il quotidiano dei mercati finanziari". La numerazione è consecutiva. Il giornale tratta esclusivamente tematiche economiche e finanziarie, ed è molto diffuso tra gli operatori del settore del trading on line. Da citare anche l'inserto «Gentleman», presentato come "il mensile per gli uomini che non vogliono rinunciare ai piaceri e alle passioni della vita".
«MF Milano Finanza» riporta, su ogni numero, un'avvertenza al lettore a tutela della credibilità della testata: "Tutte le informazioni contenute in queste pagine si basano su fonti che "MF/Milano Finanza" ritiene attendibili. Le asserzioni espresse nei vari articoli dei collaboratori rispecchiano esclusivamente le opinioni degli autori. Nonostante l'estrema cura nel trattare la materia, "MF/Milano Finanza" non si assume responsabilità per quanto riguarda conseguenze derivanti da eventuali inesattezze o imprecisioni dei dati e delle quotazioni. In particolare, l'investimento in prodotti derivati (opzioni, futures, premi, warrant) offre la possibilità di ottenere elevatissime performance ma anche correndo un rischio molto elevato. Nel caso più negativo, si può verificare anche la perdita totale del capitale investito. In un normale portafoglio, la quota da destinare a prodotti di questo tipo dovrebbe essere limitata".

## Direttori di Milano Finanza
- Paolo Panerai, fondatore, editore e direttore responsabile (dal novembre 1986)

## Direttori di MF Milano Finanza
- Paolo Panerai, fondatore, editore e direttore responsabile (dall'aprile 1989)
- Gabriele Capolino, direttore ed editore associato (dal novembre 1999)

Pierluigi Magnaschi, direttore esecutivo (dall'aprile 1989 al 13 settembre 1999)
Franco Bechis, direttore esecutivo (14 settembre 1999 - 30 novembre 2002)
Enrico Romagna Mannoja, direttore esecutivo (gennaio 2003 - 2006)
...
Osvaldo De Paolini, direttore esecutivo (marzo 2007 - 16 settembre 2012)
Roberto Sommella, direttore esecutivo (21 aprile 2020 - in carica)